# Kristina Nevrkla
Kristina Nevrkla (* 5. Juli 1990 in Poljana Pakracka, Požeško-Slavonska) ist eine kroatische Fußballspielerin.

## Karriere

### Vereine
Nevrkla startete ihre Karriere mit dem ŽNK Slavonija Požega. Im Sommer 2009 verließ sie den Verein aus Požega und wechselte in die A-Jugend des ŽNK Osijek. Seit 2010 steht sie in der ersten Mannschaft von Osijek und gab am 11. August 2011 gegen den NSA Sofia ihr UEFA Women’s Champions League Debüt.

### Nationalmannschaft
Nevrkla ist Nationalspielerin für Kroatien. Sie gab ihr A-Länderspieldebüt im Alter von 17 Jahren am 27. Juni 2008 gegen Malta und lief seitdem in 29 Länderspielen für ihr Heimatland auf. Zuvor absolvierte sie bereits vier Länderspiele für die U-19 Landesauswahl Kroatiens.
Der kroatische Verband zählt das Spiel in der UEFA Women’s Nations League 2025 am 25. Februar 2025 gegen die Ukraine als ihr 100. Länderspiel.